# De circusbaron
De circusbaron is het eenendertigste stripverhaal uit de reeks van Suske en Wiske. Het is geschreven door Willy Vandersteen en gepubliceerd in De Standaard en Het Nieuwsblad van 31 december 1953 tot en met 11 mei 1954 als De cirkusbaron. 
De eerste albumuitgave was in 1954, in de Vlaamse ongekleurde reeks met nummer 21. In 1968 werd het verhaal heruitgegeven in de  Vierkleurenreeks met albumnummer 81. De geheel oorspronkelijke versie verscheen in 1996 opnieuw in Suske en Wiske Klassiek.

## Locaties
- België, de Kempen, autoweg Antwerpen-Brussel, huis van tante Sidonia, circus Fantasar, theater waar Pats' Poppenspel wordt opgevoerd

## Personages
- Suske, Wiske met Schanulleke, tante Sidonia, Lambik, Jerom, X37, kinderen, Seppe, Jakke, Patske, impresario, Jumbo (olifant), medewerkers circus Fantasar, ringmeester, Radja (koningstijger), chauffeur, professor B. Rabbel (de buikspreker - agent P. Akkeman van de Tegenspionage), Tazzan (dierentemmer), Roberto (goochelaar – de onzichtbare directeur), Jack (de scherpschutter), straathonden, Joppe, Kery, jongetje, visser, politie, publiek, leeuwen.

## Het verhaal
Suske en Wiske ontdekken dat Jerom verdwenen is: ze vinden een flesje chloroform en een afscheidsbriefje waarin hij vertelt dat hij er genoeg van heeft te moeten afwassen. Tante Sidonia merkt op dat Jerom helemaal niet kan schrijven. Wiske ontdekt dat er toevallig een camera aan stond. De film wordt ontwikkeld en de vrienden zien hoe Jerom in een tapijt wordt gewikkeld. Politie en leger worden ingeschakeld. De wegenwacht waarschuwt Lambik dat er iets is ontdekt op de autoweg Antwerpen – Brussel. Een wegenwachter verklaart dat hij een vloerkleed in de kofferbak van een rode sportwagen zag liggen, waarna hij werd neergeslagen. De vrienden vinden even later de verongelukte sportwagen. Ze volgen een man door de weilanden, maar kunnen niet voorkomen dat hij met Jerom in een helikopter verdwijnt. 
Lambik gaat ter afleiding naar Pats' Poppenspel. Na afloop van de voorstelling neemt een man Lambik apart. De man vertelt dat hij de impresario van het circus Fantasar is en graag zou zien dat Lambik daar als clown komt werken ("de clown is de baron van het circus"). Lambik gaat na even te hebben geaarzeld overstag en tekent een voorlopig contract. 
Wanneer Lambik in het circus arriveert, blijkt al meteen dat daar vreemde dingen aan de hand zijn. De directeur verblijft voortdurend in een aparte ruimte in zijn wagen van waaruit hij met anderen praat. Hij laat zich nooit zien, en wordt daarom 'de Onzichtbare' genoemd. Lambik belt tante Sidonia om te vertellen dat hij een nieuwe baan heeft bij het circus. Sidonia herinnert hem er echter aan dat hij naar Jerom moet blijven zoeken. Precies op dat moment ziet Lambik in de hoek van de kamer van waaruit hij belt, dezelfde handschoen liggen die hij eerder op de film van Jeroms ontvoering zag. Als hij aan de Onzichtbare vraagt van wie de handschoen is, krijgt hij de dringende waarschuwing om zich nergens mee te bemoeien.
Lambik wordt door de ringmeester naar een geheimzinnige zwarte woonwagen gebracht, met een schoorsteen die vanzelf de lucht in lijkt te gaan en dan weer zakt. Lambik wil dit nader onderzoeken, maar de circustijger Radja houdt hem tegen. Lambik besluit zelf achter het stuur van de zwarte wagen te gaan zitten. Onderweg naar een andere locatie stopt hij de wagen om te zien wat erin verborgen is, waarop de onzichtbare directeur een helikopter inschakelt. Radja wordt met een parachute neergelaten en voorkomt dat Lambik opnieuw in de wagen komt. De ringmeester waarschuwt Lambik dat de inhoud van de zwarte wagen strikt geheim is. Lambik heeft de helikopter intussen herkend als die waarin Jerom eerder werd ontvoerd. Het lijkt er dus sterk op dat Jerom in de zwarte wagen gevangen wordt gehouden. Lambik waarschuwt Suske, Wiske en Sidonia. Hij vraagt ook aan de ringmeester wie de onzichtbare directeur is. De ringmeester antwoordt dat deze man eerder acrobaat was, maar na een ongeluk kreupel geworden is. Omdat de Onzichtbare zich hiervoor schaamt, mag niemand hem zien. De zwarte wagen wordt omschreven als een radiozender, waarbij de schoorsteen dienstdoet als antenne en hiermee contact wordt gehouden met andere circussen. 
Suske, Wiske en tante Sidonia arriveren ook bij het circus. Lambik denkt even dat hij zich met zijn verdenkingen heeft vergist. Dan blijkt Schanulleke ineens te kunnen spreken, en zegt dat de ringmeester niet te vertrouwen is. Als Suske  even later een buikspreker ziet weglopen bij de wagen, begrijpt hij de truc. Suske zoekt de man op in diens eigen wagen. De buikspreker zegt tegen Suske dat hij alles weet wat er met Jerom is en net op het punt staat om te vluchten. Het volgende moment wordt de buikspreker neergeschoten. Suske stormt naar buiten, waar de artiest-scherpschutter Jack staat met een nog rokend geweer. De ringmeester vertelt Suske dat de buikspreker die ochtend al vertrokken is. De wagen van de buikspreker blijkt inderdaad ineens totaal leeg te zijn. Iemand in de menigte houdt een bord omhoog met de tekst “stilte” , waarop Suske besluit om inderdaad verder te zwijgen, hoewel hij er niets van snapt. 
Suske en Wiske worden acrobaten, als dekmantel zodat ze in het circus kunnen blijven spioneren. Lambik besluit om opnieuw nader onderzoek te verrichten bij de zwarte wagen tijdens de act van Radja. Hij trapt in een valkuil en komt zo bij de leeuwenact terecht; Tazzan sluit hem in de kooi op, maar Lambik kan de leeuwen temmen. Tante Sidonia moet intussen optreden als levende maanraket. Suske en Wiske verstoppen zich in het bakje van Jumbo wanneer de olifant de zwarte wagen moet verplaatsen. De kinderen klimmen op het dak van de wagen en zien de schoorsteen weer omhoog komen. De ringmeester vertrekt en Suske en Wiske zien twee apen uit de wagen komen; met een hefboom kan blijkbaar een geheime deur geopend.  De kinderen waarschuwen tante Sidonia en Lambik en de vrienden willen nu met z'n allen de politie waarschuwen. 
De ringmeester vindt in de circustent een pakje met daarin een Suske en Wiske-album; hij begrijpt dat de vrienden van Jerom zijn geïnfiltreerd en waarschuwt ook de directeur. Roberto, de goochelaar, geeft Lambik een waarschuwingsbriefje. De ringmeester wil de act van Suske en Wiske saboteren, maar tante Sidonia verhindert dit. De vrienden kunnen ontsnappen en bereiken een rijkswachtpost, maar dit blijkt een hinderlaag te zijn. Ze worden geboeid weer teruggebracht naar het circus. De directeur onthult nu dat het circus in werkelijkheid een dekmantel is voor een criminele organisatie, maar niet al het personeel is hiervan op de hoogte. 
Jerom is inderdaad al langer gevangen en ook de vrienden zijn nu in de macht van de als circus vermomde organisatie; ze krijgen in het geheim een briefje toegestopt met de vraag tijd te rekken tot de nationale dienst ingegrepen heeft. Jerom is geheel willoos door een serum. De vrienden moeten in het circus blijven optreden omdat ze nu worden gechanteerd: als ze weer trachten te ontsnappen, zal Jerom gedood worden. Wiske schrijft een hulpkreet op een briefje, en laat dit met Schanulleke achter op de weg als ze het circus weer doorreist. Straathonden vinden Schanulleke en jongetjes zetten het popje in een klomp op het water die in een sluis terechtkomt. Schanulleke wordt hierna gevonden door een visser, die de politie waarschuwt. 
Roberto komt 's nachts ongemerkt in de wagen van de vrienden. Hij vertelt dat er een tegenserum is voor Jerom, maar wil niet dat de vrienden hem helpen met zijn plan.  De directeur ontdekt intussen dat er naast Jeroms vrienden nog een andere onbekende spion in het circus is. De boeven besluiten de vrienden om te brengen nadat de opdracht eenmaal is voltooid. Jack doet een poging om Lambik te doden tijdens zijn scherpschutter-act, maar dit mislukt doordat Lambik met Roberto's hulp een magneet heeft geplaatst. Lambik hoort intussen dat de politie in aantocht is. Tante Sidonia gaat op zoek naar Jerom. Ze komt bij de zwarte wagen en slaat Jack neer, maar Jerom is nog onder invloed van het serum en gooit haar naar buiten. Terwijl Lambik in de wagen van de Onzichtbare naar het serum zoekt, wordt hij daar betrapt door Roberto, die zelf de Onzichtbare blijkt te zijn. Roberto waarschuwt nu de andere schurken per telefoon dat Lambik hun wagens heeft gesaboteerd. Lambik kan Roberto tijdelijk uitschakelen, maar het serum blijkt te zijn verdwenen. 
Tante Sidonia rent samen met Lambik naar de act van Suske en Wiske, omdat de trapezekettingen gesaboteerd blijken te zijn. Ze laat ongemerkt een brandende lamp vallen. Tijdens de act breekt de ketting en Suske en Wiske vallen bijna. De hele tent raakt intussen in brand en het publiek vlucht weg. Lambik probeert het vuur te blussen, maar gebruikt per ongeluk benzine. De dierentemmer bevrijdt de leeuwen, maar deze worden door een geheimzinnige neergeschoten voordat ze zich op Lambik en tante Sidonia kunnen storten. 
De politie is inmiddels ter plekke en omsingelt het circus. Iemand spuit Jerom in met het antiserum, waarna Jerom eindelijk weer bij zinnen is en uit de zwarte wagen breekt. Jerom redt Suske en Wiske net op tijd uit de kapotte trapeze, door de mast omlaag te trekken. Hij tilt ook de olifant op, die het vuur blust.  De boeven steken handgranaten aan in de zwarte wagen, maar dan wordt Roberto door de tijger Radja bedreigd met een pistool. Ook de andere boeven geven zich nu over. 'Radja' blijkt professor B. Rabbel, de buikspreker, te zijn. In werkelijkheid is hij agent P. Akkeman van de Tegenspionage, die de tijger wist te doden en zich vermomde in zijn huid. 
Akkeman legt nu alles uit: de zwarte wagen was een vermomde boorinstallatie waarmee de goochelaar, de ringmeester, de scherpschutter en de leeuwentemmer illegaal naar petroleum zochten, na berichten in de pers over mogelijke aanwezigheid ervan in de Kempen. Als ze petroleum hadden gevonden, hadden ze de gronden willen aankopen; Jerom moest de boorpijpen voor de proefboringen voor hen de grond in slaan, aangezien een motor te veel lawaai zou maken.

## Achtergronden
- Op 1 januari 1954 vond de heropening plaats van het Koninklijk Circus te Brussel, dat na de Tweede Wereldoorlog een aantal jaar was gesloten. Het lijkt dus goed mogelijk dat Vandersteen zijn inspiratie voor de basis van dit verhaal hieruit haalde. Het heimelijk zoeken naar olie in de omgeving van Kempen was destijds eveneens een realiteit; dit gebeurde omdat men zich hiervoor niet te afhankelijk wilde maken van het Midden-Oosten, waarmee toen net verdragen waren gesloten.[1]
- Het verhaal bevat enkele zelfverwijzingen; terwijl de kinderen naar Pats Poppenspel kijken en lachen om de Lambik-pop – terwijl ze Lambik dan ook al kennen als stripheld – zit Lambik in eigen persoon naast hen in het publiek, zonder dat ze dat zelf doorhebben (zie ook Vierde wand#Doorbreken). In het toneelspel zelf wordt De dolle musketiers opgevoerd, dat toen net daarvoor als verhaal in de serie was uitgekomen. Later speelt een toevallig gevonden Suske en Wiske-album een belangrijke rol bij het verdere verloop van het verhaal. Vandersteen probeerde op deze manieren nog wat meer bekendheid voor zijn strip te genereren.[1]
- De naam Tazzan is een verwijzing naar Tarzan.
- Het verhaal is ook uitgegeven in het Engels, in de Willy & Wanda-reeks (The Circus Baron).

## Bewerkingen voor toneel
Van dit verhaal zijn later enkele theateradaptaties gemaakt, iets wat maar bij een paar Suske en Wiske-verhalen is gebeurd. 
In 2008 en 2009 bracht producent Music Hall de voorstelling naar het podium. In het najaar van 2015 bracht Van Hoorne Entertainment de musical naar het theater, dit ter ere van de 70ste verjaardag van Suske en Wiske. In beide versies van deze musical speelde Ronald Van Rillaer de rol van Lambik en Wanda Joosten de rol van Tante Sidonia. De musical ging ook in Nederland in première, in Bergen op Zoom.

## Onlogische zaken
De verhaallijn bevat een aantal opvallende inconsistenties, waardoor het verhaal als geheel nauwelijks enige logische samenhang heeft:
- In het begin van het verhaal krijgt Sidonia rijles in de nieuwe auto van Lambik. Aan de rijstijl valt op te maken dat ze totaal geen rijervaring heeft. Echter, verderop in het verhaal is te zien dat  Sidonia met hoge snelheid en heel behendig door het bos rijdt.
- Nergens in het verhaal wordt duidelijk hoe de wagen van B.Rabbel/Akkeman ineens kan zijn ontruimd nadat de buikspreker voor de ogen van Suske werd neergeschoten. Ook wordt niet duidelijk wie degene is die vervolgens in de menigte een bordje  in de lucht steekt. Akkeman blijkt dus achteraf degene te zijn die gedurende een groot deel van het verhaal in het vel van de tijger Radja zit, maar dit levert een aantal achteraf bezien vreemde scènes op. Radja werkt Lambik, Sidonia, Suske en Wiske zelfs rechtstreeks tegen, onder andere door de leeuw in zijn staart te bijten tijdens een gevaarlijke leeuwenact van Lambik. Ook houdt Radja de vrienden tegen wanneer ze uit het circus proberen te vluchten.
- De goochelaar Roberto blijkt aan het eind van het verhaal "de Onzichtbare" (aan het begin van het verhaal tevens de directeur) en tevens de bendeleider te zijn, maar allerlei eerdere scènes lijken slecht te rijmen met dit gegeven. Roberto verhindert bijvoorbeeld eerst een aanslag op Lambiks leven, door een magneet te plaatsen achter de schietschijf waar Jack tijdens zijn act op mikt. Wanneer Lambik later de caravan van Roberto/de Onzichtbare doorzoekt, wil Roberto Lambik echter alsnog zelf neerschieten. Robert lijkt eerder in het verhaal soms duidelijk bang voor de andere schurken. Evenmin wordt duidelijk waarom Roberto zich als "de Onzichtbare" tevens verborgen houdt voor zijn eigen maten en zonder dat er nog iemand anders in dezelfde ruimte is. Ten slotte geeft Roberto zich aan het eind erg gemakkelijk gewonnen tegenover Akkeman, in vergelijking met alle scènes hiervoor.
- Als de ringmeester, Tazzan en Jack ontdekken dat Sidonia, Lambik, Suske en Wiske vrienden van Jerom zijn, lijken ze compleet verrast, hoewel ze al eerder bezig waren om van alles voor hen verborgen te houden.
- Ook over de precieze rol van de impresario door wie Lambik wordt uitgenodigd om bij het circus te komen, wordt in de verdere loop van het verhaal niets meer duidelijk. Deze man verschijnt hierna helemaal niet meer opnieuw in beeld.
- Een heel circus opzetten, uitsluitend als dekmantel om illegaal naar olie te boren, lijkt wat vergezocht en weinig realistisch.